# Leopold Waess
Leopold Waess (* 26. August 1908 in Frankfurt am Main; † 19. Oktober 1994) war ein hessischer Politiker (FDP) und Abgeordneter des Hessischen Landtags.

## Ausbildung und Beruf
Leopold Waess machte nach dem Abschluss der Oberrealschule und der Höheren Handelsschule eine Ausbildung im Fotohandel bei Firmen des In- und Auslandes und gründete 1935 eine eigene Firma in Wernigerode (Harz). Er besuchte die Kunsthochschule in Weimar und legte dort 1937 die Meisterprüfung als Lichtbildner ab. Im Zweiten Weltkrieg war er sechs Jahre Soldat. Seit 1945 arbeitete er selbstständig in Limburg an der Lahn.

## Politik
Leopold Waess trat nach dem Krieg der FDP bei und wurde 1950 Kreisvorsitzender der FDP. 1970 trat er aus der FDP aus, nachdem die FDP in die Sozialliberale Koalition eingetreten war. 1953 wurde er zum Vorsitzenden des Bundesfachausschusses für Gewerbepolitik seiner Partei gewählt.
Für seine Partei war er Stadtverordneter, Fraktionssprecher und Magistratsmitglied in Limburg (Lahn). Vom 1. Dezember 1954 bis 30. November 1958 und erneut vom 5. Oktober 1961 bis 30. November 1966 war er Mitglied des Hessischen Landtags.

## Sonstige Ämter
Leopold Waess war 25 Jahre lang Landesinnungsmeister des hessischen Fotografenhandwerks und wurde danach zum Ehrenlandesinnungsmeister ernannt. Er war 10 Jahre lang Vizepräsident der Industrie- und Handelskammer und ebenfalls 10 Jahre lang Vorsitzender des Einzelhandelsverbandes in Hessen. 6 Jahre lang war er Präsident des Deutschen Gewerbeverbandes in Hessen.